# Gospodinjstvo
Gospodinjstvo je enota družbe, sestavljena iz dveh ali več oseb, ki živijo v istem bivališču. Lahko gre za družino ali drugo obliko skupine ljudi. Gospodinjstvo je osnovna enota analize v veliko socialnih, mikroekonomskih in vladnih modelih in je pomembna za ekonomijo in dediščino.
Modeli gospodinjstev so na primer nadomestna družina, skupno bivališče, dom (npr. dom upokojencev) in hotel. V fevdalnih družbah je so kraljeva gospodinjstva in gospodinjstva premožnih vključevala tudi služinčad.